# Ready for Love
Ready for Love – siódmy singiel zespołu Cascada, pochodzący z ich debiutanckiego albumu Everytime We Touch. Piosenka nie okazała się zbyt wielkim sukcesem. Nie była nigdzie notowana.

## Lista utworów
German EP
1. Ready For Love [Club Mix] (4:54)
2. One More Night [Club Mix] (5:32)
3. Love Again [Club Mix] (5:29)

Swedish Download Single
1. Ready For Love (Radio Edit) (3:25)
2. Ready For Love (Klubbingman Remix Edit) (3:47)
3. Ready For Love (Italobrothers New Vox Remix Edit) (3:31)
4. Ready For Love (Club Mix) (4:54)
5. Ready For Love (Klubbingman Remix) (6:23)

## Remiksy
- Ready For Love (Club Mix) (4:54)
- Ready For Love (Italobrothers New Vox Remix) (3:47)
- Ready For Love (Italobrothers New Vox Remix Edit) (3:31)
- Ready For Love (Radio edit) (3:25)
- Ready For Love (Klubbingman Remix) (6:23)
- Ready For Love (Klubbingman Remix Edit)